# Winsaberg
Winsaberg är ett berg i Österrike.   Det ligger i distriktet Wiener Neustadt-Land och förbundslandet Niederösterreich, i den östra delen av landet, 60 km sydväst om huvudstaden Wien. Toppen på Winsaberg är 775 meter över havet.
Terrängen runt Winsaberg är huvudsakligen kuperad, men söderut är den bergig. Runt Winsaberg är det ganska tätbefolkat, med 75 invånare per kvadratkilometer.. Närmaste större samhälle är Reichenau an der Rax, 17,8 km söder om Winsaberg. 
I omgivningarna runt Winsaberg växer i huvudsak blandskog.